# EN 15038
La norma de calidad EN 15038:2006 es una norma del CEN que certifica exclusivamente los servicios del proceso de traducción, así como otros aspectos que influyen en la prestación del servicio, como el aseguramiento de la calidad y la trazabilidad. 
Como antecedentes se pueden mencionar la norma italiana UNIO 10574, las austriacas D 1200 y Önorm 1201, la holandesa Taalmerk y la alemana DIN 2345. En 1999, la Asociación de Empresas de Traducción de la Unión Europea consideró que era necesario hacer una norma de traducción específica para el sector de actividad; este proceso concluyó con la publicación de la norma en mayo de 2006. Desde noviembre de 2015, la norma EN 15038 ha sido sustituida por la norma internacional ISO 17100.
La norma UNE-EN 15038:2006 fue aprobada por el Comité Europeo de Normalización (CEN) el 13 de abril de 2006 y publicada oficialmente en el mes de mayo de 2006. Los organismos de normalización de los siguientes países están obligados a adoptar esta norma europea: Alemania, Austria, Bélgica, Chipre, Dinamarca, Eslovaquia, Eslovenia, España, Estonia, Finlandia, Francia, Grecia, Hungría, Irlanda, Islandia, Italia, Letonia, Lituania, Luxemburgo, Malta, Noruega, Países Bajos, Polonia, Portugal, Reino Unido, República Checa, Rumania, Suecia y Suiza.